# Egmont-Nationalpark
Der Egmont-Nationalpark liegt im Westen der Nordinsel von Neuseeland etwa auf halbem Weg von Wellington nach Auckland. Der Park wurde 1900 unter Schutz gestellt und ist damit der zweitälteste Nationalpark in Neuseeland. Er ist 33.543 Hektar groß und er wird vom Department of Conservation (DOC, Te papa atawhai) verwaltet.

## Geografie
Das Gebiet wird von dem erloschenen Vulkan Mount Taranaki dominiert. Im Nordosten befinden sich noch die Überbleibsel zweier älterer Vulkane: Kaitake und Pouakai. Der Nationalpark umfasst das gesamte Gebiet innerhalb eines Radius von 9,6 Kilometern um den Gipfel des Vulkans. Auf Satellitenaufnahmen ist das Gebiet des Nationalparkes daher als scharf begrenzter bewaldeter Kreis im Umland sichtbar. Die Höhenlage reicht von etwa 360 bis 2518 m. Der Vulkan selbst ist einer der am häufigsten bestiegenen Berge in Neuseeland.

## Natürliche Gegebenheiten
Der Berg ist von einem Regenwaldgürtel umgeben, der von den hohen Niederschlagsmengen profitiert. Dieser und die umgebenden Farmwiesen kontrastieren mit dem kargen, hochalpinen Flechten auf dem Berg. Von Kapitän James Cook wurde der Berg als Mount Egmont bezeichnet, da er jedoch schon seit Jahrhunderten von den Māori als Taranaki bekannt war, wurde ihm sein alter Name wieder zurückgegeben.

## Fauna
Als einziger größerer Wald in der Umgebung ist der Nationalpark von besonderer Bedeutung für die Vogelwelt. 28 einheimische und 15 eingeführte Vogelarten haben hier ihren Lebensraum. Zu den gefährdeten Arten zählen der Nordstreifenkiwi, der Farnsteiger und die Saumschnabelente

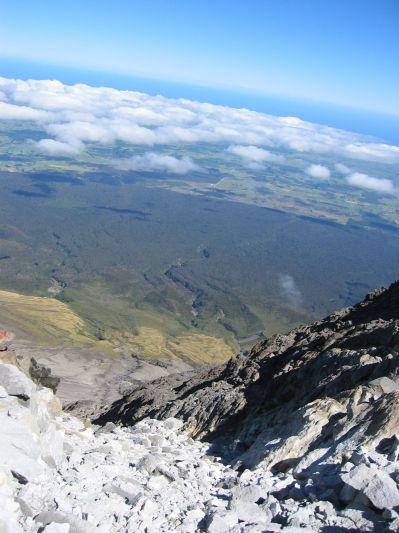
Egmont-Nationalpark vom Gipfel des Taranaki aus gesehen

## Erreichbarkeit
Der Park ist von drei Seiten zu erreichen:
- Manaia Road bis zu den Dawson Falls
- Egmont Road bis North Egmont
- Pembroke Road zum Stratford Plateau.